# Кетти, Рина
Рина Кетти (фр. Rina Ketty, наст. имя: Чезари́на Пикке́тто, итал. Cesarina Picchetto, 1 марта 1911 — 23 декабря 1996) — французская певица итальянского происхождения, знаменитая в 1930-е годы.
Среди её самых известных песен: «J’attendrai» (1938), «Sombreros et Mantilles» (1938) и «Montevideo» (1939).

## Дискография
Подробнее см. в разделе «Discographie» статьи «Rina Ketty» во франц. разделе Википедии.

### Избранные синглы
- 1938 — Sombreros et mantilles
- 1939 — J'attendrai
- 1948 — Sérénade Argentine
- 1950 — La Roulotte des gitans